# Dolichopus verae
Dolichopus verae är en tvåvingeart som beskrevs av Negrobov 1977. Dolichopus verae ingår i släktet Dolichopus och familjen styltflugor. Inga underarter finns listade i Catalogue of Life.